# Kaaren Verne

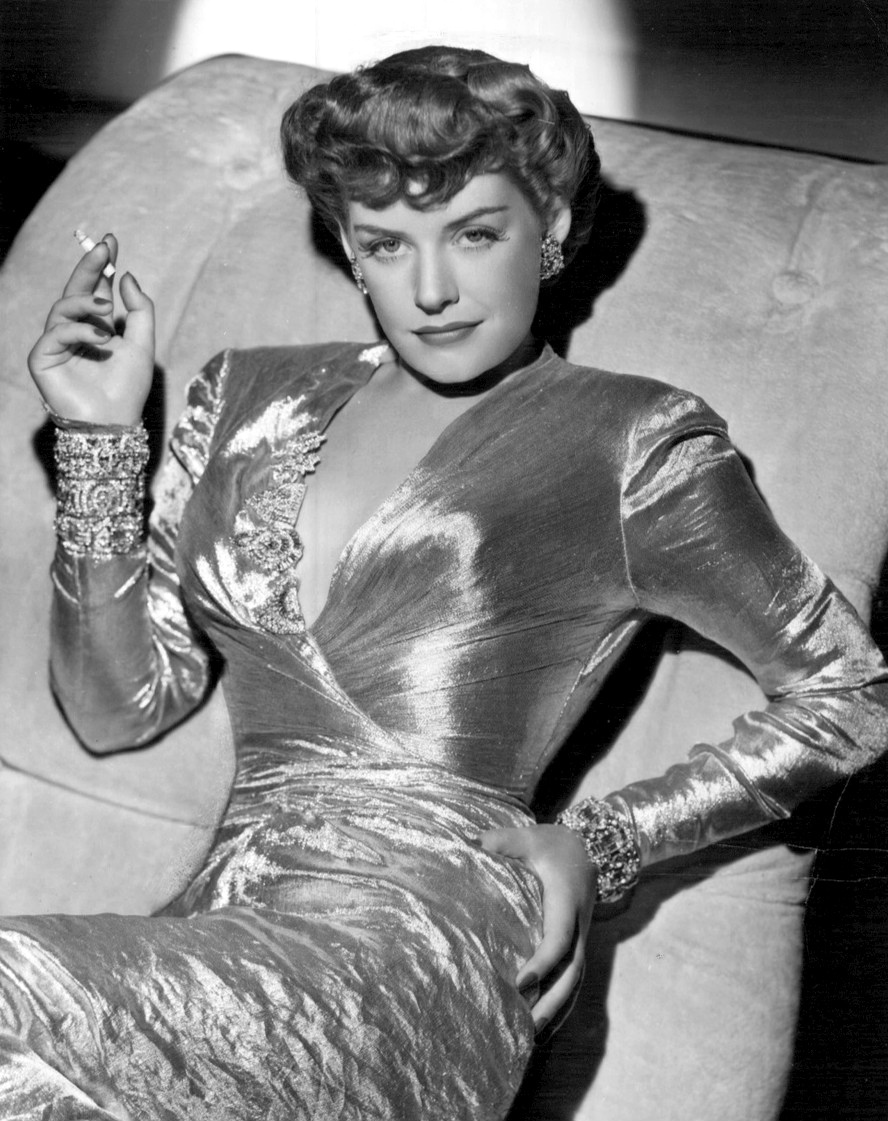
Kaaren Verne, 1942.

Kaaren Verne, född 6 april 1918 i Berlin, död 23 december 1967 i Hollywood, Los Angeles, Kalifornien, var en tysk skådespelare som senare blev amerikansk medborgare.
Hon flydde från Tyskland 1938 i samband med den politiska situationen, först till England och sedan till USA där hon gjorde ett fåtal filmroller. Hon fick dock inte något större genombrott som skådespelare.

## Filmografi, urval
- 1940 – Tio dagar i Paris
- 1941 – Gangsterrazzia
- 1942 – Ringar på vattnet
- 1942 – Sherlock Holmes och det hemliga vapnet
- 1944 – Det sjunde korset
- 1965 – Narrskeppet
- 1966 – Madame X